# 살균등

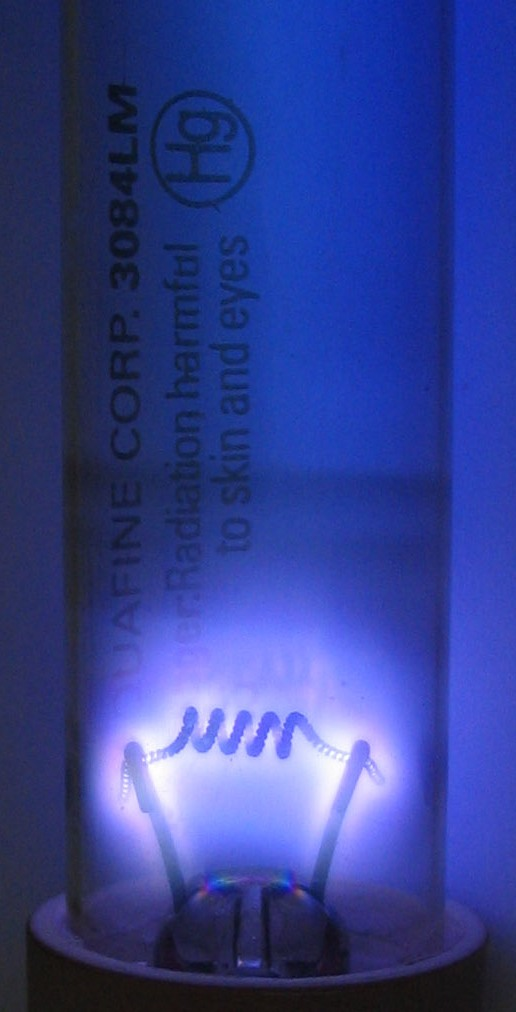

살균등 또는 살균 램프(germicidal lamp)는 자외선 C(UVC) 빛을 생성하는 전광 (전자 부품)이다. 이 단파장 자외선은 DNA 염기쌍을 파괴하여 피리미딘 이량체를 형성하고 세균, 바이러스 및 원생동물을 비활성화시킨다. 또한 정수 (물)를 위한 오존을 생성하는 데에도 사용할 수 있다. 이는 자외선 살균 조사(UVGI)에 사용된다.
다음과 같은 네 가지 일반적인 유형을 사용할 수 있다.
- 저압 수은 램프
- 고압 수은 램프
- 엑시머 램프
- LED